# Tubocurarina
La tubocurarina è un alcaloide naturale (benzilisochinolina ciclica) con emivita compresa tra gli 80 e i 120 minuti, che dà il proprio effetto in 4-6 minuti. Provoca un blocco neuromuscolare ed è il principale alcaloide del curaro.
Metabolizzata dal fegato, viene poi eliminata nelle urine.
Blocca i recettori nicotinici muscolari dell'acetilcolina (nAchR), bloccando così la trasmissione dell'impulso nervoso dal nervo al muscolo, che quindi resta paralizzato.
Viene utilizzata dagli indigeni dall'Amazzonia che avvelenano le frecce con un preparato a base di questa pianta. L'animale ucciso può essere mangiato in sicurezza, in quanto questo veleno non ha effetto se ingerito.
Introdotto negli interventi chirurgici per avere una migliore operabilità del malato, vengono ancor oggi utilizzati dei suoi derivati sintetici per l'anestesia generale e la terapia intensiva, per ottenere una migliore operabilità e gestibilità del malato.

## Meccanismo d'azione
Bloccante neuromuscolare non depolarizzante; antagonista competitivo del recettore nicotinico dell'acetilcolina situato a livello della placca neuromuscolare dei muscoli striati. Paralizza tutti i muscoli volontari partendo dai più piccoli, fino al diaframma, salendo via via di dose. Diminuendo le dosi, il diaframma è il primo muscolo a tornare in attività (ovviamente non vi sono ripercussioni sul cuore né sulla muscolatura liscia).

## Antidoti
I curarici sono antagonisti competitivi dei recettori nicotinici dell'acetilcolina, quindi la reversione del blocco neuro-muscolare può avvenire attraverso l'aumento dei livelli di ligando endogeno (la stessa acetilcolina). 
L'acetilcolinesterasi è l'enzima che degrada l'acetilcolina a livello della sinapsi, dunque inibitori di questo enzima fanno aumentare la quantità di acetilcolina, facendo regredire l'effetto dei curarici.
Esempi di questi inibitori sono l'edrofonio, la fisostigmina e la neostigmina.
Gli effetti collaterali degli anticolinesterasici, essenzialmente una iperstimolazione colinergica, possono essere controllati da atropina o glicopirrolato.
Riassumendo gli inibitori delle acetilcolinesterasi fanno aumentare la concentrazione di acetilcolina nello spazio sinaptico, che per competizione spiazza il curaro dal recettore determinandone lo sblocco.

## Effetti collaterali
Oltre a paralizzare, agisce sui mastociti che rilasciano istamina e può dare reazioni anafilattoidi. Si crea una broncocostrizione e ipotensione dovuta al blocco gangliare più l'azione dell'istamina.